# Schauenburg
Schauenburg ist eine Gemeinde im nordhessischen Landkreis Kassel. Die Gemeindeverwaltung befindet sich im Ortsteil Hoof.

## Geographie

### Lage
Schauenburg liegt im Habichtswälder Bergland südwestlich von Kassel in der Hoofer Pforte, einer Talsenke zwischen den Habichtswälder Höhenzügen Hoher Habichtswald (Nordosten) und Langenberge (Süden).
Besonders hervorzuheben ist die Lage im Naturpark Habichtswald, die ein hohes Maß an Freizeitmöglichkeiten bietet. Durch diesen Naturpark und durch Naumburg verkehren die Züge des Hessencourriers. Zudem liegt Schauenburg an der Deutschen Märchenstraße.
Durch die Ortsteile Hoof und Elgershausen fließt der Oberlauf der Bauna, in die zwischen beiden Dörfern der Firnsbach mündet. Oberhalb des Ortsteils Breitenbach entspringt die Ems, die danach durch Breitenbach fließt.

### Gemeindegliederung
Die Großgemeinde ist ein Zusammenschluss der ehemals selbstständigen Gemeinden Breitenbach, Elgershausen, Elmshagen, Hoof und Martinhagen, die jetzt als Ortsteile fungieren.

### Nachbargemeinden
Schauenburg grenzt im Norden an die Gemeinde Habichtswald (Landkreis Kassel), im Osten an die kreisfreie Stadt Kassel, im Süden an die Stadt Baunatal (Landkreis Kassel), die Gemeinde Edermünde und die Stadt Niedenstein (beide im Schwalm-Eder-Kreis), sowie im Westen an die Gemeinde Bad Emstal und die Städte Wolfhagen und Zierenberg (alle drei im Landkreis Kassel).

## Geschichte
Alle Ortsteile waren im Mittelalter und lange danach kleine landwirtschaftlich geprägte Dörfer. Mit der zunehmenden Industrie in Kassel während der zweiten Hälfte des 19. Jahrhunderts ging eine langsame Aufwärtsentwicklung einher, die durch den Bau der Kleinbahn Kassel-Naumburg noch begünstigt wurde.
Auch die Nähe zum Volkswagenwerk Baunatal hat wesentlich zum wirtschaftlichen Aufschwung beigetragen.

### Gemeindebildung
Zum 1. August 1972 wurden, im Zuge der Gebietsreform in Hessen, kraft Landesgesetz die bis dahin selbständigen Gemeinden Elgershausen und Hoof zur neuen Gemeinde Schauenburg zusammengeschlossen. Die Gemeinde Hoof hatte ihrerseits am 31. Dezember 1971 die Nachbargemeinden Breitenbach, Elmshagen und Martinhagen eingegliedert.
Für alle ehemaligen Gemeinden wurden Ortsbezirke eingerichtet.

### Namensherkunft
Ihren Namen verdankt die Gemeinde der Burgruine Schauenburg, die westlich bzw. oberhalb des Ortsteils Hoof liegt, wo die Grafen von Schauenburg im Mittelalter über das Tal der Bauna herrschten.

## Bevölkerung
Einwohnerstruktur 2011
Nach den Erhebungen des Zensus 2011 lebten am Stichtag, dem 9. Mai 2011, in Schauenburg 10.013 Einwohner. Nach dem Lebensalter waren 1600 Einwohner unter 18 Jahren, 3925 zwischen 18 und 49, 2215 zwischen 50 und 64 und 2275 Einwohner waren älter. Unter den Einwohnern waren 327 (3,3 %) Ausländer, von denen 98 aus dem EU-Ausland, 180 aus anderen europäischen Ländern und 42 aus anderen Staaten kamen. Die Einwohner lebten in 4483 Haushalten. Davon waren 1311 Singlehaushalte, 1543 Paare ohne Kinder und 1235 Paare mit Kindern, sowie 316 Alleinerziehende und 81 Wohngemeinschaften. In 1049 Haushalten lebten ausschließlich Senioren und in 2928 Haushaltungen lebten keine Senioren.
Einwohnerstatistik
| Schauenburg (Gemeindegebiet): Einwohnerzahlen von 1970 bis 2020 | Schauenburg (Gemeindegebiet): Einwohnerzahlen von 1970 bis 2020 | Schauenburg (Gemeindegebiet): Einwohnerzahlen von 1970 bis 2020 | Schauenburg (Gemeindegebiet): Einwohnerzahlen von 1970 bis 2020 | Schauenburg (Gemeindegebiet): Einwohnerzahlen von 1970 bis 2020 |
| --------------------------------------------------------------- | --------------------------------------------------------------- | --------------------------------------------------------------- | --------------------------------------------------------------- | --------------------------------------------------------------- |
| Jahr                                                            |                                                                 |                                                                 |                                                                 | Einwohner                                                       |
| 1970                                                            | 1970                                                            |                                                                 | 8.713                                                           | 8.713                                                           |
| 1980                                                            | 1980                                                            |                                                                 | ?                                                               | ?                                                               |
| 1990                                                            | 1990                                                            |                                                                 | ?                                                               | ?                                                               |
| 2000                                                            | 2000                                                            |                                                                 | ?                                                               | ?                                                               |
| 2009                                                            | 2009                                                            |                                                                 | 10.286                                                          | 10.286                                                          |
| 2011                                                            | 2011                                                            |                                                                 | 10.013                                                          | 10.013                                                          |
| 2015                                                            | 2015                                                            |                                                                 | 10.016                                                          | 10.016                                                          |
| 2020                                                            | 2020                                                            |                                                                 | 10.513                                                          | 10.513                                                          |
| Quellen: bis 1970:; Statistische Berichte, Zensus 2011          |                                                                 |                                                                 |                                                                 |                                                                 |

## Religion
Im Gesamtverband Schauenburg sind evangelische Kirchengemeinden von Breitenbach, Elgershausen, Hoof und Martinhagen organisiert. In Elgershausen ist zudem die katholische Filialkirche St. Franziskus von Assisi zu finden und es besteht die Möglichkeit, an den Gottesdiensten der katholischen Pfarreien von Baunatal und Kassel-Oberzwehren teilzunehmen. Neben den beiden Hauptkirchen findet man noch die Neuapostolische Kirche Schauenburg, die Türkisch-Islamische Gemeinde und die Zeugen Jehovas vor. Zudem gibt es die Landeskirchliche Gemeinschaft Martinhagen und Umgebung, die ein vielfältiges Gemeindeleben anbietet.
Historische Religionszugehörigkeit
| • 1987: | 7757 evangelische (= 79,44 %), 1073 katholische (= 11,00 %), 934 sonstige (= 9,56 %) Einwohner |
| • 2011: | 6570 evangelische (= 65,61 %), 990 katholische (= 9,89 %), 2453 sonstige (= 24,50 %) Einwohner |

## Politik

### Gemeindevertretung
Die Kommunalwahl am 14. März 2021 lieferte folgendes Ergebnis, in Vergleich gesetzt zu früheren Kommunalwahlen:
| Gemeindevertretung – Kommunalwahlen 2021 | Gemeindevertretung – Kommunalwahlen 2021                                          |
| --- | --------------------------------------------------------------------------------- |
| Stimmenanteil in % Wahlbeteiligung 54,0 % 403020100 38,3 (+0,3)23,3 (−2,9)20,0 (−3,0)14,2 (+5,8)4,3 (−0,1) SPDCDUOScGrüneLinke20162021Anmerkungen:c Offensive Schauenburg | SitzverteilungInsgesamt 37 Sitze - Linke: 2 - SPD: 14 - Grüne: 5 - OS: 7 - CDU: 9 |

| Parteien und Wählergemeinschaften | Parteien und Wählergemeinschaften           | % 2021 | Sitze 2021 | % 2016 | Sitze 2016 | % 2011 | Sitze 2011 | % 2006 | Sitze 2006 | % 2001 | Sitze 2001 |
| SPD                               | Sozialdemokratische Partei Deutschlands     | 38,3   | 14         | 38,0   | 14         | 40,7   | 15         | 36,9   | 14         | 56,6   | 21         |
| CDU                               | Christlich Demokratische Union Deutschlands | 23,3   | 9          | 26,2   | 10         | 27,0   | 10         | 33,7   | 12         | 26,5   | 10         |
| OS                                | Offensive Schauenburg                       | 20,0   | 7          | 23,0   | 8          | 14,2   | 5          | 15,4   | 6          | —      | —          |
| Grüne                             | Bündnis 90/Die Grünen                       | 14,2   | 5          | 8,4    | 3          | 11,2   | 4          | 7,0    | 3          | 7,8    | 3          |
| Linke                             | Die Linke                                   | 4,3    | 2          | 4,4    | 2          | 2,4    | 1          | 1,4    | 0          | —      | —          |
| FWG                               | Freie Wählergemeinschaft Schauenburg        | —      | —          | —      | —          | 4,6    | 2          | 5,5    | 2          | 9,1    | 3          |
| Gesamt                            | Gesamt                                      | 100,0  | 37         | 100,0  | 37         | 100,0  | 37         | 100,0  | 37         | 100,0  | 37         |
| Wahlbeteiligung in %              | Wahlbeteiligung in %                        | 54,0   | 54,0       | 57,6   | 57,6       | 66,3   | 66,3       | 57,6   | 57,6       | 61,1   | 61,1       |

### Bürgermeister
Nach der hessischen Kommunalverfassung wird der Bürgermeister für eine sechsjährige Amtszeit gewählt, seit dem Jahr 1993 in einer Direktwahl, und ist Vorsitzender des Gemeindevorstands, dem in der Gemeinde Schauenburg neben dem Bürgermeister ehrenamtlich ein Erster Beigeordneter und acht weitere Beigeordnete angehören. Bürgermeister ist seit dem 8. Juni 2017 Michael Plätzer (SPD). Er setzte sich am 29. Januar 2017 im ersten Wahlgang gegen Amtsinhaberin Ursula Gimmler (CDU), die sich um eine dritte Amtszeit beworben hatte, bei 63,6 Prozent Wahlbeteiligung mit 55,7 Prozent der Stimmen durch. Es folgte eine Wiederwahl im Februar 2023.
Amtszeiten der Bürgermeister
- 2017–2029 Michael Plätzer (SPD)[18]
- 2005–2017 Ursula Gimmler (CDU)[19]
- 1993–2005 Willi Klein (SPD)
- 1975–1993 Erich Schmidt (SPD)[22]

### Ortsbeiräte
Für alle Ortsteile Schauenburgs bestehen Ortsbezirke mit Ortsbeirat und Ortsvorsteher, nach Maßgabe der §§ 81 und 82 HGO und des Kommunalwahlgesetzes in der jeweils gültigen Fassung. Die Ortsbezirke werden durch die Gebiete der ehemaligen Gemeinden abgegrenzt. Die Ortsbeiräte bestehen jeweils aus sieben Mitgliedern und werden im Rahmen der Kommunalwahlen gewählt. Der Ortsbeirat wählt eines seiner Mitglieder zum Ortsvorsteher bzw. zur Ortsvorsteherin.

### Wappen
| Wappen von Schauenburg | Blasonierung: „Im grünen Schild eine fünfblättrige silberne Blüte, belegt mit einem roten Turm mit fünf Zinnen.“ |
| Wappen von Schauenburg | Wappenbegründung: Der Turm symbolisiert die über dem Ortsteil Hoof gelegen Schauenburg, bildet also redend den Namen der Gemeinde ab. Die Blume und das grüne Feld soll die Natur im Gemeindegebiet darstellen. Die fünf Blätter der Blume symbolisieren zudem die fünf früheren Gemeinden, aus denen Schauenburg besteht. Das Wappen wurde von dem Bad Nauheimer Heraldiker Heinz Ritt gestaltet und am 6. Mai 1977 durch das Hessische Ministerium des Innern genehmigt. |

### Flagge

Flagge von Schauenburg

Die Flagge wurde der Gemeinde am 6. August 1982 vom Hessischen Innenminister genehmigt und wird wie folgt beschrieben:
„Die Flagge der Gemeinde Schauenburg zeigt auf der von Grün und Weiß im Verhältnis 1:1:10:1:1 viermal längsgeteilten Flaggenbahn in der oberen Hälfte das Wappenbild der Gemeinde.“

### Partnerschaft

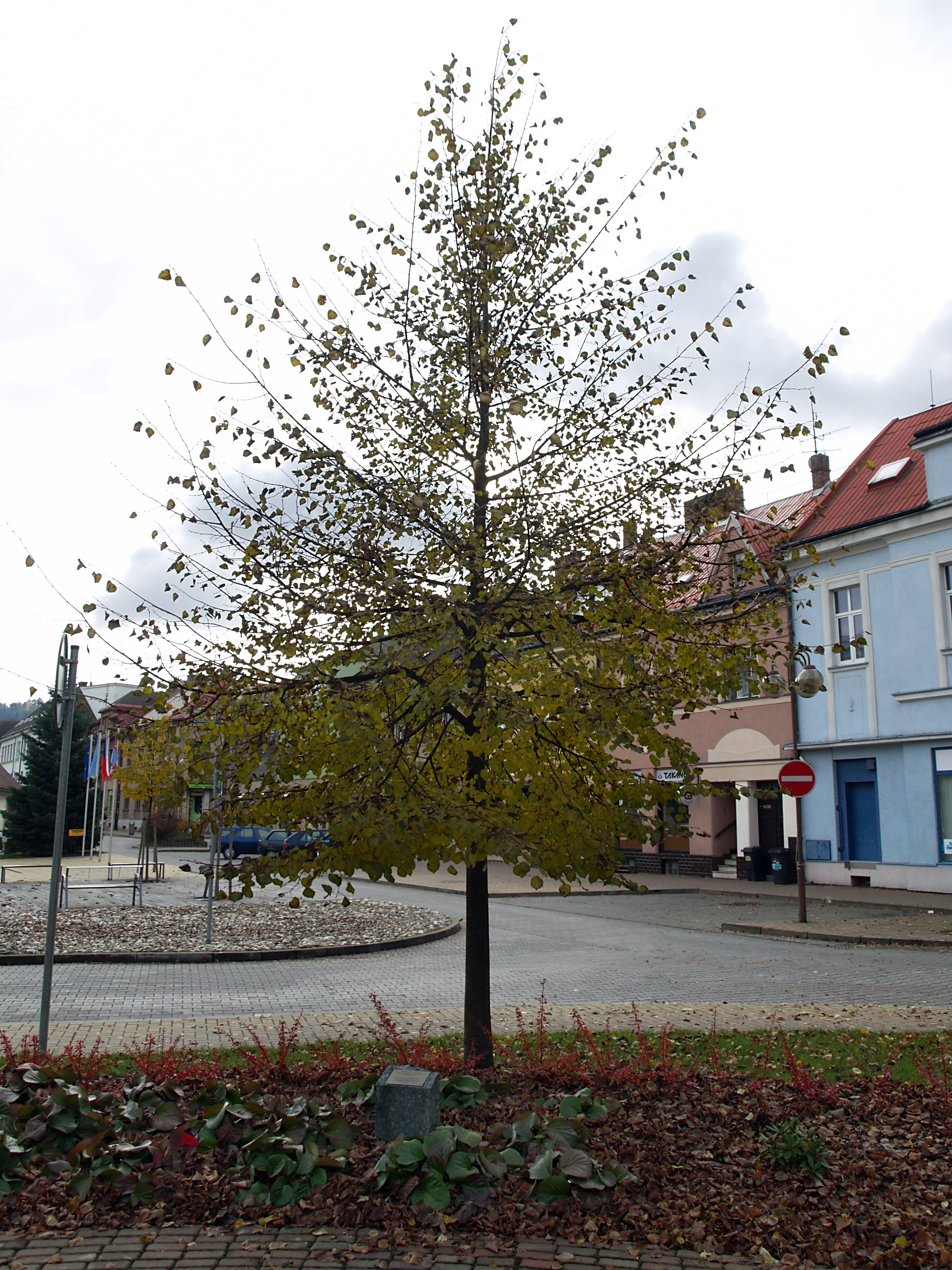
Herzförmige Linde – Anlässlich des Eintritts der Tschechischen Republik in die EU gewidmet der Stadt Semily von der Partnergemeinde Schauenburg, 1. Mai 2004

Schauenburg ist Partnergemeinde von:
- Semily (deutsch Semil) in Tschechien seit 1997

## Vereine
- AWO Schauenburg
- Freiwillige Feuerwehr Schauenburg
- Geschichtsverein Schauenburg
- HSG Hoof-Sand-Wolfhagen
- Kleingärtnerverein Hoof e. V., seit 1977
- Musikverein Elgershausen, seit 1905
- Turnverein Hoof, seit 1891
- Gewerbeverein Schauenburg
- TSV 1987 Breitenbach e. V.
- Turnverein TSG Elgershausen
- Tischtennis Club (TTC) Elgershausen
- Leichenbrüderschaft Elgershausen, gegründet 1620[26]
- SG Schauenburg
- CCSchauenburg Karnevalsverein 1994 e. V. CCS 94 e. V.

## Wirtschaft und Infrastruktur

### Verkehr
Die Gemeinde Schauenburg liegt direkt an der A 44 und ist durch die Anschlussstelle Kassel-Bad Wilhelmshöhe erreichbar. Weiterhin liegen die Bundesautobahnen A 7 und A 49 in der nahen Umgebung und sind schnell erreicht. Vier von fünf Ortsteilen sind an die Landesstraße 3215 angebunden, bzw. werden von dieser durchquert.
Schauenburg hat durch den öffentlichen Personenverkehr des Nordhessischen Verkehrsverbundes (NVV) eine umfangreiche Anbindung an die umliegenden Kommunen, insbesondere im Halbstundentakt nach Kassel. Die Buslinien 52, 53, 55, 153 und 159 und der Nachtschwärmer N53 verkehren in Schauenburg.
Die Ortsteile Elgershausen, Hoof und Breitenbach haben jeweils einen Bahnhof an der Bahnstrecke Kassel–Naumburg. Der Regel-Personenverkehr wurde hier allerdings bereits 1977, der Güterverkehr 1991 eingestellt. Heute  hält hier nur noch der Hessencourrier, eine Museumseisenbahn. Immer wieder flammen Diskussionen zur Reaktivierung der Bahnstrecke auf, weil eine Erweiterung der vorhandenen Tramstrecke in Baunatal möglich wäre. Jedoch wird eine Reaktivierung kritisch gesehen, da zum einen die Bahnhöfe ungünstig am Ortsrand liegen, die Kosten für den Betrieb einer Tram deutlich höher liegen würden als für den Busverkehr und Schauenburg bereits eine gute Anbindung an den ÖPNV besitzt.

### Digitale Infrastruktur
Am 18. Dezember 2018 wurde verkündet, dass das Internet in der Gemeinde im Laufe 2019/2020 komplett mit Glasfaser ausgebaut wird (FTTH). Ab diesem Zeitpunkt wird jede Straße in Schauenburg mit Glasfaserleitungen ausgestattet sein, woraufhin ein Hausanschluss möglich ist und somit alle Interessenten mit einer Geschwindigkeit von bis zu 1 GBit/s surfen können.[veraltet] Anbieter dessen ist die Deutsche Glasfaser. Ebenfalls wurde durch die Netcom Kassel in Zusammenarbeit der Breitband Nordhessen in den Ortsteilen Elgershausen und Hoof Glasfaser bis in die Schaltkästen gelegt (FTTC), sodass hier Anschlüsse bis zu 50 Mbit/s möglich sind. In einigen Ortsteilen ist das Unternehmen goetel (ehem. ACO-Connect) angesiedelt, welches zusätzlich FTTC-Anschlüsse mit bis zu 50 Mbit/s anbietet. Die Deutsche Telekom bietet zudem ihr Standardnetz an.

### Öffentliche Einrichtungen
Die Gemeinde unterhält in jedem Ortsteil ein oder zwei Einrichtungen, in der Veranstaltungen aller Art durchgeführt werden können.
Neben drei Dorfgemeinschaftshäusern, fünf Freiwillige Feuerwehren, sieben Kindertagesstätten, Jugendklubs und vier Grill- und fünf Sportplätzen gibt es noch die Schauenburghalle in Hoof sowie das Elgerhaus und die Goldberghalle in Elgershausen.

### Bildung
- Johann-Friedrich-Krause-Schule, Grundschule im Ortsteil Breitenbach
- Marie-Hassenpflug-Schule, Grundschule im Ortsteil Hoof
- Grundschule Elgershausen, Grundschule im Ortsteil Elgershausen

## Persönlichkeiten
- Wolf Breidenbach (* August 1750 in Breitenbach; † 27. Februar 1829 in Offenbach am Main) war ein deutscher Bankier und Hoffaktor. Er gilt als Urheber der Ablösung des Leibzolles.
- Jörg-Peter Ewert (* 26. April 1938 in Freie Stadt Danzig), Zoologe und Neurophysiologe, Inhaber des Lehrstuhls für Zoologie (Physiologie) an der Gesamthochschule/Universität Kassel
- Mario Kotaska (* 1973), Koch
- Ralf Salzmann (* 1955), Olympiateilnehmer
- Albert Schindehütte (* 1939), Zeichner, Holzschneider, Radierer, Gründer Schauenburger Märchenwache
- Johann Friedrich Krause (* 1747; † 1828), Dragonerwachtmeister, Beiträger zur Grimmschen Märchensammlung
- Marie Hassenpflug, geborene von Dalwig (* 1788; † 1856), Demoiselle, Beiträgerin zur Grimmschen Märchensammlung